# Aljassa
Aljassa là một chi nhện trong họ Anyphaenidae.